# Turquoise Days
Turquoise Days (titre original : Turquoise Days) est un roman court de science-fiction écrit par Alastair Reynolds et publié dans le recueil Diamond Dogs, Turquoise Days avec le roman court Diamond Dogs en 2003. Ces deux romans courts se déroulent dans l’univers du cycle des Inhibiteurs.

## Contexte
Les évènements de cette nouvelle se déroulent sur la planète Turquoise. Les océans recouvrant la majorité de ce monde abritent de nombreux « nœuds » de Schèmes Mystifs. Les humains « récemment » arrivés sur Turquoise sont organisés en de rares îlots naturels ou suspendus grâce à des sacs-à-vide. De  même que Resurgam, Turquoise ne fait pas partie des mondes humains centraux. Elle est également plus ou moins isolée des principales voies de communication et de commerce. À la surface, les moyens de transport utilisés sont des bateaux ou des dirigeables. 
De nombreuses activités des îlots humains, organisés autour du Conseil des Flocons, sont tournées vers l’étude des Mystifs que ce soit des programmes de recherche scientifiques ou encore les groupes de nageurs (similaires aux groupes formés au sein de la colonie d’Ararat dans Le Gouffre de l'absolution).

## Résumé
Les personnages principaux de Turquoise Days sont deux sœurs : Mina et Naqi. Engagées dans l’étude des Mystifs à bord de leur dirigeable, elles apprennent qu’un gobe-lumen ultra est en approche de Turquoise. Ce dernier arrivera d’ici deux ans. Les autorisés du Conseil des Flocons impose alors un blackout sur les communications afin d’éviter toute panique. En effet, lors du dernier passage ultra, de nombreuses dissensions sont apparues. Le lendemain de cette annonce, les deux sœurs rencontre un nœud Mystif de taille moyenne qui semble les inviter à plonger.
Mina est la plus encline à plonger, bien que cela présente des risques particuliers pour elle. En effet, Mina a été refusée par les groupes de nageurs en raison de sa « conformité », sa compatibilité avec les Mystifs pouvant entrainer son « absorption » pure et simple par ces derniers. Les deux sœurs finissent par céder à l’invitation des êtres marins. Elles entrent toutes deux en communion avec les Mystifs et perçoivent la multitude et la diversité des esprits « stockés » dans la matrice aquatique. Elles ressentent également un esprit discordant, ce qui affole Naqi et la pousse à rompre le contact en remontant à la surface. Quant à Mina, elle a été « absorbée ».
Après la disparition de sa sœur, Naqi s’engage dans le projet du Mur visant à enclore des nœuds Mystifs, afin d’étudier leur communication dans un contexte isolé. Au bout de quelque temps, elle fait partie des responsables importants de ce projet. Le gobe-lumen ultra « choisit » ce moment pour effectuer son approche finale. Après des communications avec le Conseil des Flocons, l’équipage du gobe-lumen est autorisé à débarquer. Ils semblent également être intéressés par les Mystifs.
Alors que les visiteurs sont invités sur le Mur, l’un d’entre eux « emprunte » un bateau et se dirige vers un nœud Mystif à l’intérieur du Mur. Naqi le poursuit afin qu’il ne perturbe pas les expériences à venir. Le visiteur parvient à atteindre un nœud et à lâcher une substance, une arme. Le nœud touché se convulse puis cesse toute activité, mort. Le visiteur parvient à s’échapper, toujours avec Naqi à sa suite, ainsi que les autres visiteurs à bord d’une navette ultra.
Une fois que Naqi rattrape le visiteur isolé, ce dernier lui explique que les autres sont en fait venus sur Turquoise afin que les Mystifs leurs implantent les schémas neuraux d’un homme en particulier ayant nagé dans l’océan, cet homme étant un dictateur sur la planète d’origine des visiteurs. Chassé de sa planète, il est alors venu se réfugier sur Turquoise où son esprit a été « enregistré » par les Mystifs. Les factions le soutenant sur sa planète d’origine souhaitent donc accepter son esprit à la place du leur, afin de le faire renaître.
Le visiteur isolé tente donc de détruire les Mystifs de Turquoise afin d’anéantir toute possibilité de résurrection du tyran. Il emploie pour ce faire une arme mystérieuse dont les origines sont inconnues. Des rumeurs indiquent qu’elle aurait été trouvée dans la plus haute salle d’un monument extra-terrestre, une référence à la Flèche de sang de Diamond Dogs.
Naqi convainc l’homme de retarder son massacre afin qu’elle plonge parmi les Mystifs, sentant à nouveau leur appel. Elle retrouve alors sa sœur, non pas sous la forme d’un esprit stocké mais bien d’un esprit conscient. Mina apprend à Naqi que les conformes sont employés par les Mystifs pour maintenir l’ordre de la grande bibliothèque des esprits. Naqi quant à elle informe sa sœur du danger qui pèse sur les Mystifs, à cause de l’arrivée des visiteurs, en espérant que les habitants des océans puissent trouver un moyen de se défendre.
Après être ressortie de l’océan, Naqi voit les Mystifs atteindre la navette et parvenir à la couler. Le visiteur isolé choisit tout de même de lâcher son arme biologique, par précaution. Naqi croit alors avoir perdu sa sœur et tue le visiteur. À sa grande surprise elle observe le nœud Mystif se remettre de l’attaque. Après la première attaque, les Mystifs ont trouvé le moyen de lutter contre l’arme mystérieuse. Naqi plonge alors pour la dernière fois dans l’océan pour retrouver sa sœur…